# Campana del Rey Seongdeok

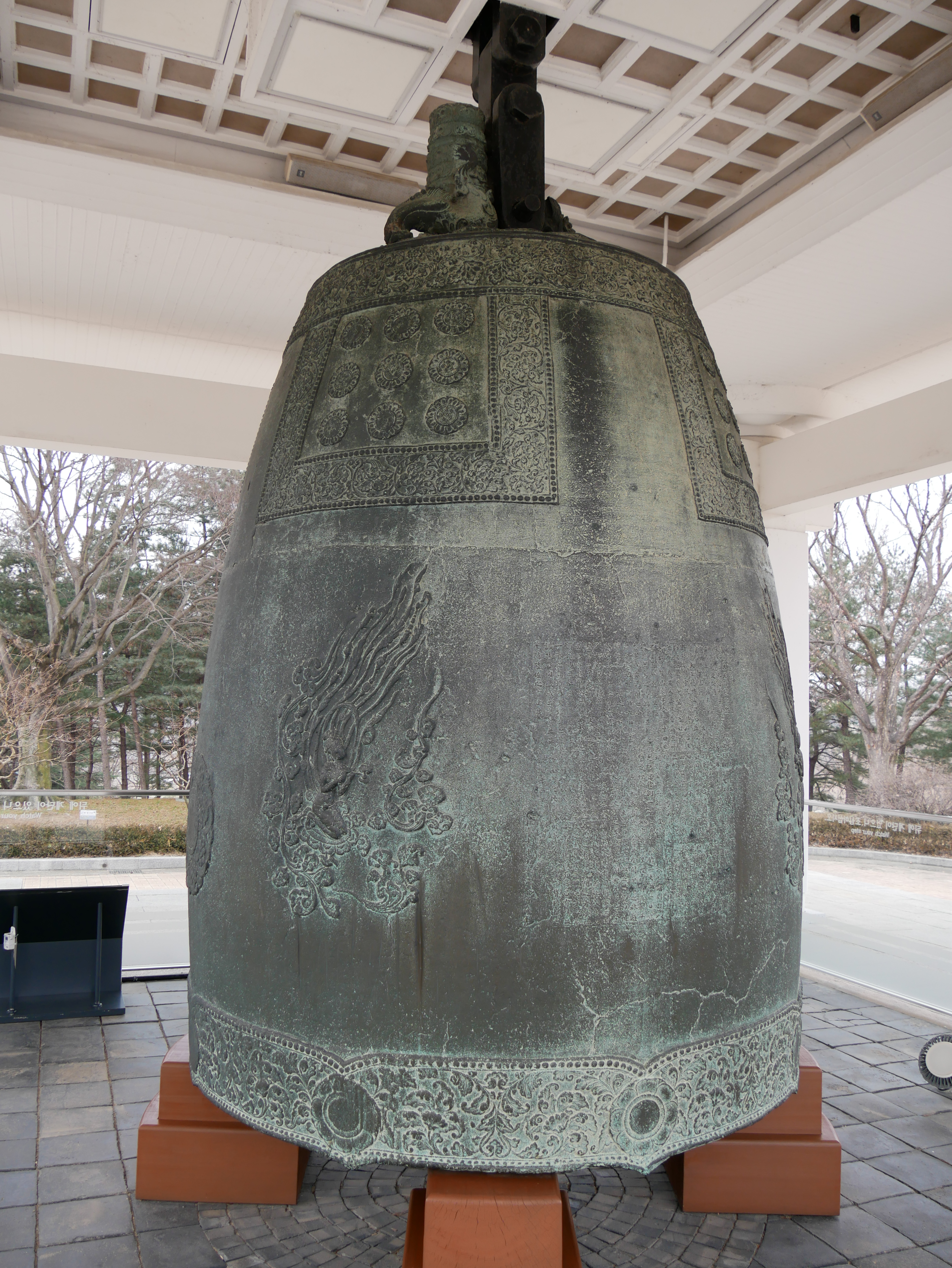
Campana del Rey Seongdeok
Hangul - 성덕대왕신종, 에밀레종
Hanja - 聖德大王神鍾, 에밀레鍾

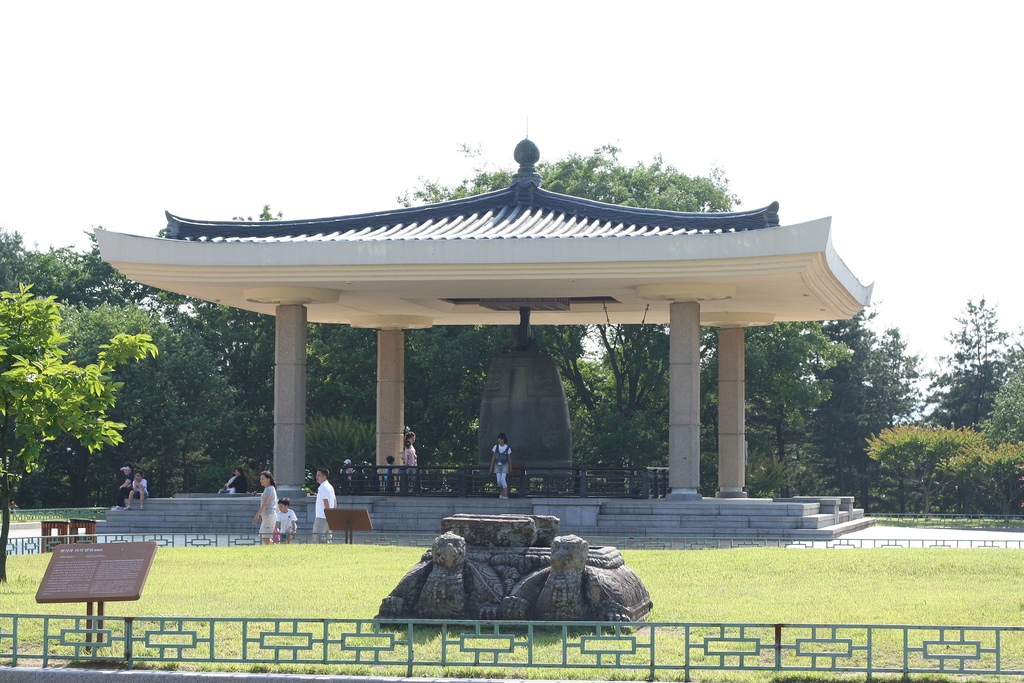

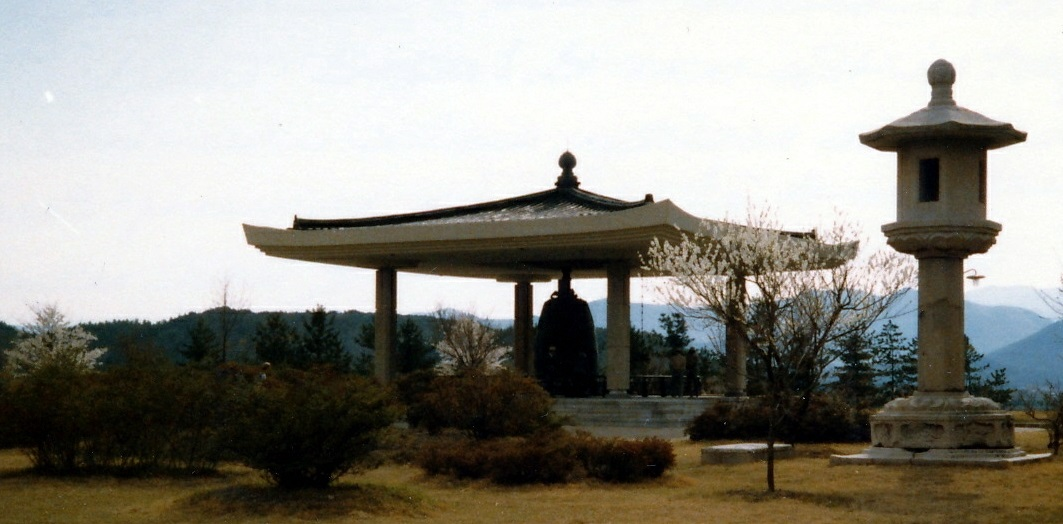

La campana del Rey Seongdeok ("La Divina Campana del Rey Seongdeok" / "campana de Bongdeoksa") es una campana de bronce masivo en Museo Nacional de Gyeongju (Gyeongju, Gyeongsang del Norte, Corea del Sur). La campana del Rey Seongdeok es la campana más grande de Corea siempre preservado y es designado como el Tesoro Nacional #29 de Corea del Sur. Atrae a un gran número de turistas, ya que ésta produce un sonido muy peculiar, sobre la cual existe incluso una leyenda. Cheomseongdae se encuentra cerca de Gyeongju y constituye el observatorio más antiguo que se encuentra en Asia Oriental. 
La campana fue encargado por el rey Gyeongdeok (rey 35 de Silla Unificada) en honor a su padre, el rey Seongdeok (rey 33 de Silla Unificada). La campana fue finalmente lanzado en el año 771 d. C. La campana es considerada una obra maestra del arte de Silla Unificada. Es única entre las campanas de bronce de Corea debido a la presencia de un pequeño tubo hueco cerca de la gancho. Toda la estructura, incluyendo sus elementos decorativos, produce una amplia gama de frecuencias de sonido; el tubo absorbe las ondas de alta frecuencia, lo que contribuye a un ritmo distintivo. En su época las campanas en Corea eran maravillas tecnológicas y se creía que restablecían la paz, la tranquilidad, y la curación.
El gancho de la campana tiene forma de cabeza de un dragón. Hay muchos motivos en relieve sobre la campana, incluyendo patrones de flores a lo largo del borde y del hombro. También hay relieves de flores de loto, de hierba, y un par de apsaras (doncellas celestiales). El punto de la campana (dwangja) llama la atención es también en la forma de una flor de loto y se sitúa entre dos de los relieves de apsaras. La parte inferior de la campana tiene forma de rombo, dándole un aspecto único entre las campanas de Oriente.
Las inscripciones en la campana, durante un hanja mil, son un buen ejemplo de la caligrafía Coreana. Ellos proporcionan información detallada sobre la campana y porque fue forjada. La campana aún cuelga de la antigua columna construida hace varios siglos. 

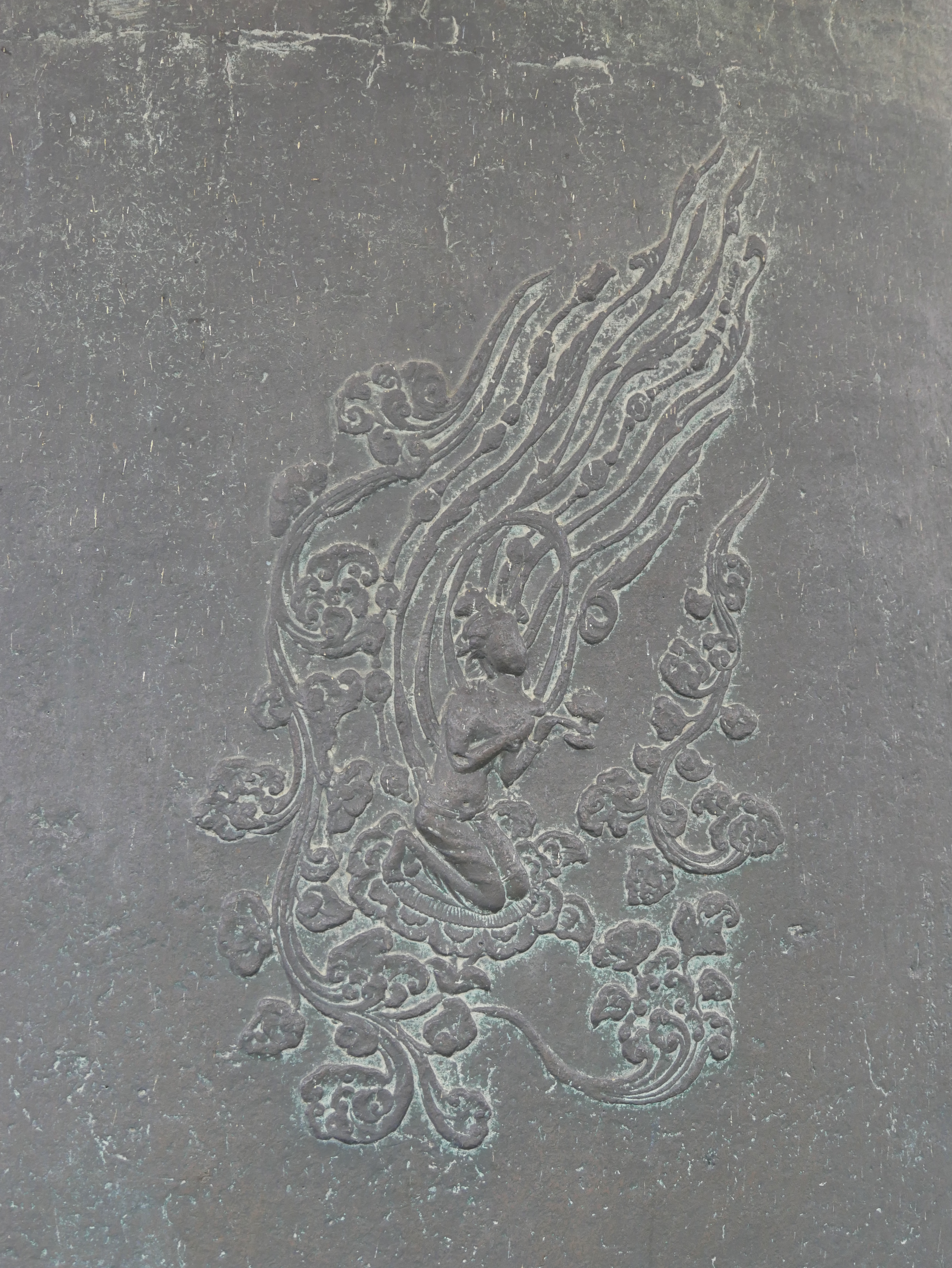
Relieve de una aspara
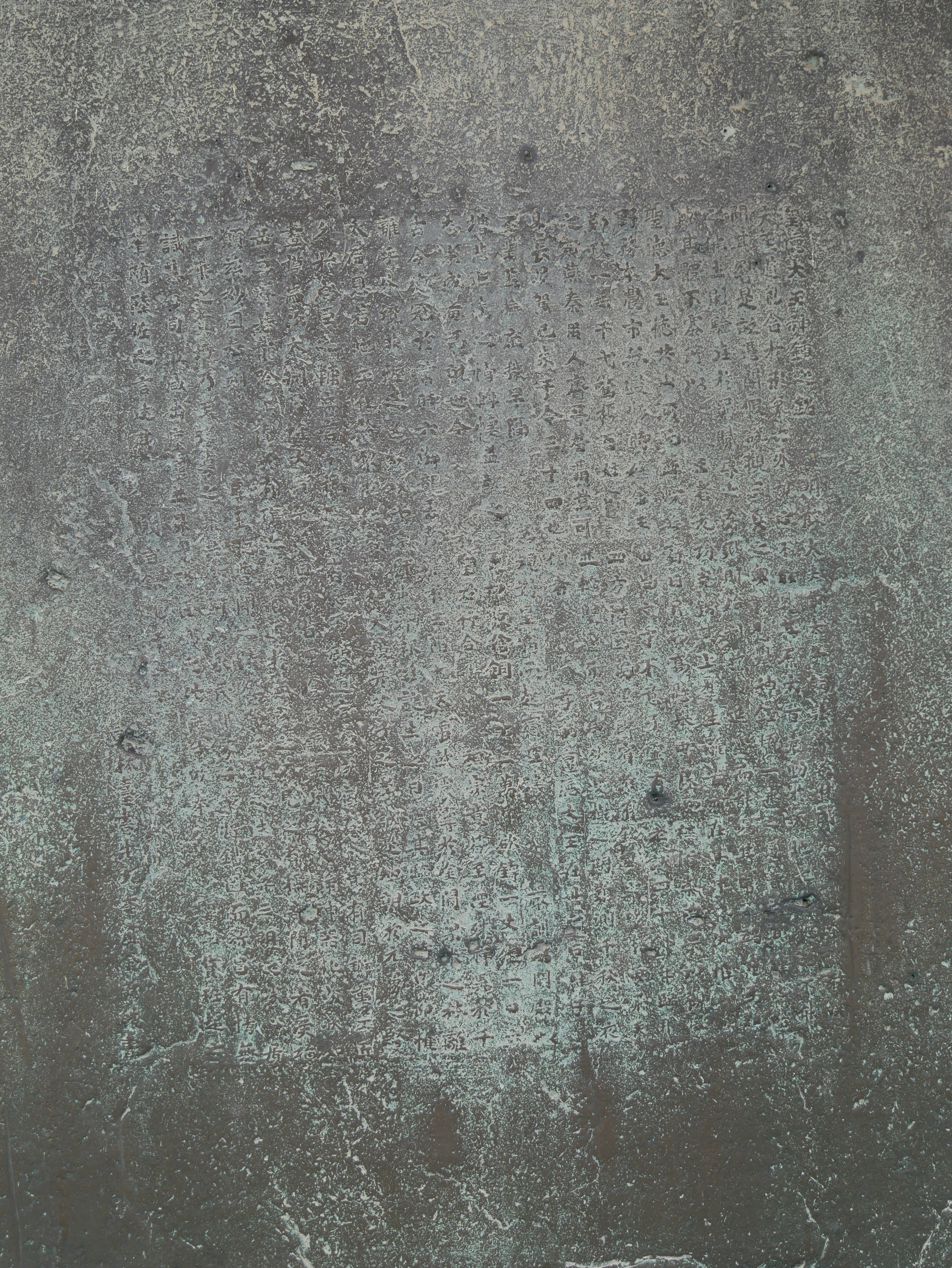
Inscripcion en la campana